# Siergiej Zawjałow
Siergiej Aleksandrowicz Zawjałow, ros. Сергей Александрович Завьялов (ur. 18 maja 1958 w Puszkinie) – rosyjski poeta, eseista, tłumacz.

## Życie
Ukończył studia na wydziale filologicznym uniwersytetu w Leningradzie. Wykładał język starogrecki, łacinę, literaturę antyczną i literaturę rosyjską na wyższych uczelniach (Uniwersytet, Institut inostrannych jazykow) Petersburga,. W latach osiemdziesiątych publikował wiersze w samizdatowych czasopismach “Czasy”, “Obwodnyj kanał”, “Priedłog”, “Mitin żurnał”, “Sumierki”. Członek kolegium redakcyjnego internetowego pisma “TextOnly”. Był też członkiem międzynarodowej rady festiwalu Jesień Poetów w Druskienikach i Wilnie. Drukował w wielu rosyjskich periodykach literackich i almanachach. Od 2004 mieszka poza granicami Rosji, najpierw w Finlandii, potem w Szwajcarii, pracował na Uniwersytecie w Helsinkach.

## Nagrody i wyróżnienia
Otrzymał nagrodę poetycką Tieniera (1999). Nominowany był do prestiżowej nagrody Andrieja Biełego (2002), a w 2015 ją zdobył.

## Twórczość
Wydał tomy wierszy Ody i epody (Sankt Petersburg 1994, Boriej-Art.) i Mielika (Melika, Moskwa 1998, “ARGO-RISK”) oraz zbiór zatytułowany również Mielika (Moskwa 2003, Nowoje litieraturnoje obozrienije). W 2010 w Moskwie (Nowoje litieraturnoje obozrienije) wyszedł tom Rieczi, a w 2015 tom kolejny, Sowietskije kantaty, za który poeta otrzymał cenioną niezależną Nagrodę Andrieja Biełego. W 2018 nakładem wydawnictwa Nowoje litieraturnoje obozreienije ukazały się poezje zebrane Zawjałowa: Stichotworienija i poemy 1993–2017.
Wybory jego wierszy ukazały się po szwedzku oraz fińsku (tom dwujężyczny МЕЛИКА/MELIKA, Helsinki 2007). Jego poezje tłumaczone były też na litewski.
Świadom rozsypywania się w ruinę zmurszałego tradycyjnego rosyjskiego sylabotonizmu (o czym pisze w posłowiu do drugiego tomu swych utworów poetyckich), stara się eksperymentować z wierszem wolnym, także wierszem wolnym nawiązującym do miar i form antycznych i do wiersza sylabicznego. Ostatnio zwrócił się ku poematowi prozą. Będąc eksperymentatorem i poszukiwaczem nowych rozwiązań (kontynuuje przede wszystkim linię eksperymentów moskiewskiego konceptualizmu), jest też Zawjałow poetą kultury, erudytą głęboko zanurzonym w tradycji własnej poezji, piśmiennictwa antycznego, a także klasycznych literatur Wschodu (hebrajskiej, arabskiej, perskiej). Nawiązuje również do kultury Mordwinów, niedużego narodu bliskiego mu z powodu łączących go z nim więzów krwi.

## Działalność translatorska
Tłumaczył i parafrazował lirykę Horacego. Tłumaczy też z francuskiego, ukraińskiego i polskiego, jak również z języków ugro-fińskich. Ogłosił w swoim przekładzie tom wierszy wybranych współczesnego poety litewskiego, Eugenijusa Ališanki (Boża kost’, Sankt Petersburg 2002 “Symposium”).

## Recepcja polska
W Polsce jego wiersze drukowały pisma „Tygiel Kultury”, „Migotania, Przejaśnienia” i "Gościniec Sztuki". Ukazały się one również w antologii Warszawskie skrzyżowanie (Warszawa 2007). Jego polskim tłumaczem jest Leszek Engelking.